# Gösta Åsbrink
Gösta Åsbrink (Lovön, 18 de novembro de 1881 — Estocolmo, 19 de abril de 1966) foi um ginasta sueco que competiu em provas de ginástica artística.
Åsbrink é o detentor de duas medalhas olímpicas, conquistadas em duas diferentes edições. Na primeira, nos Jogos de Londres, em 1908, competiu como ginasta na prova coletiva. Ao lado de outros 37 companheiros, conquistou a medalha de ouro, após superar as nações da Noruega e da Finlândia. Quatro anos mais tarde, competiu em outro esporte, o pentatlo moderno. No evento do individual geral, tornou-se vice-campeão olímpico.